# Рюмино-Красноярський
Рюмино-Красноярський (рос. Рюмино-Красноярский) — хутір у Калачевському районі Волгоградської області Російської Федерації.
Населення становить 132 особи. Входить до складу муніципального утворення Іллєвське сільське поселення.

## Історія
Хутір розташований у межах українського історичного та культурного регіону Жовтий Клин.
Згідно із законом від 20 січня 2005 року № 994-ОД органом місцевого самоврядування є Іллєвське сільське поселення.

## Населення
| 2010 |
| ---- |
| 132  |